# Erdei holdviola
Az erdei holdviola (Lunaria rediviva) a keresztesvirágúak (Brassicales) rendjébe, ezen belül a káposztafélék (Brassicaceae) családjába tartozó faj.

## Előfordulása
Az erdei holdviola Európa nagy részén előfordul. A Mátrában megtalálhatóak állományai.

## Megjelenése
Az erdei holdviola felálló szárú, 30–100 centiméter magas, évelő növény. Levelei nyelesek, szív alakúak, fogazott szélűek. Mintegy 2 centiméter széles virágai négyszirmúak, világoslilák, ritkábban fehér színűek is lehetnek, a hajtás felső részén bugás virágzatot képező levélhónalji fürtökben nyílnak. Illata rendkívül erős és kellemes, tömeges megjelenésük esetén előfordulási helyüktől távolabb is érezhető. Az elliptikus lándzsás, mindkét végükön hegyes becőtermések oldalfalai éréskor leválnak, a köztük feszülő hártyaszerű, selymes fényű állválaszfalak azonban megmaradnak.

## Életmódja
Az erdei holdviola hűvös, árnyas szurdokerdőkben, bükkösökben fordul elő, különösen a szivárgó víztől nyirkos, humuszos, meszes talajokat kedveli. A virágzási ideje áprilistól május végéig tart.

## Képek

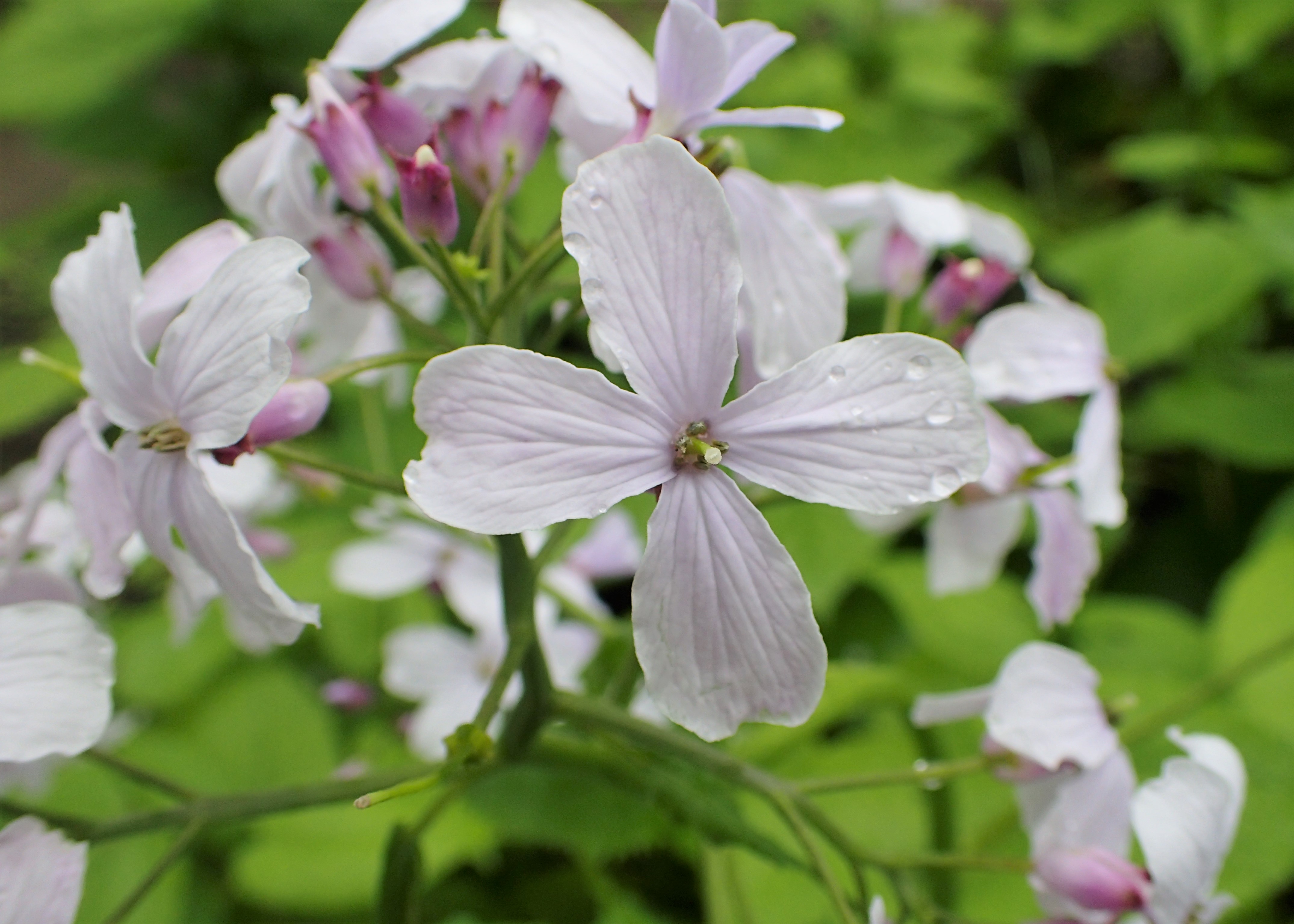
Virága
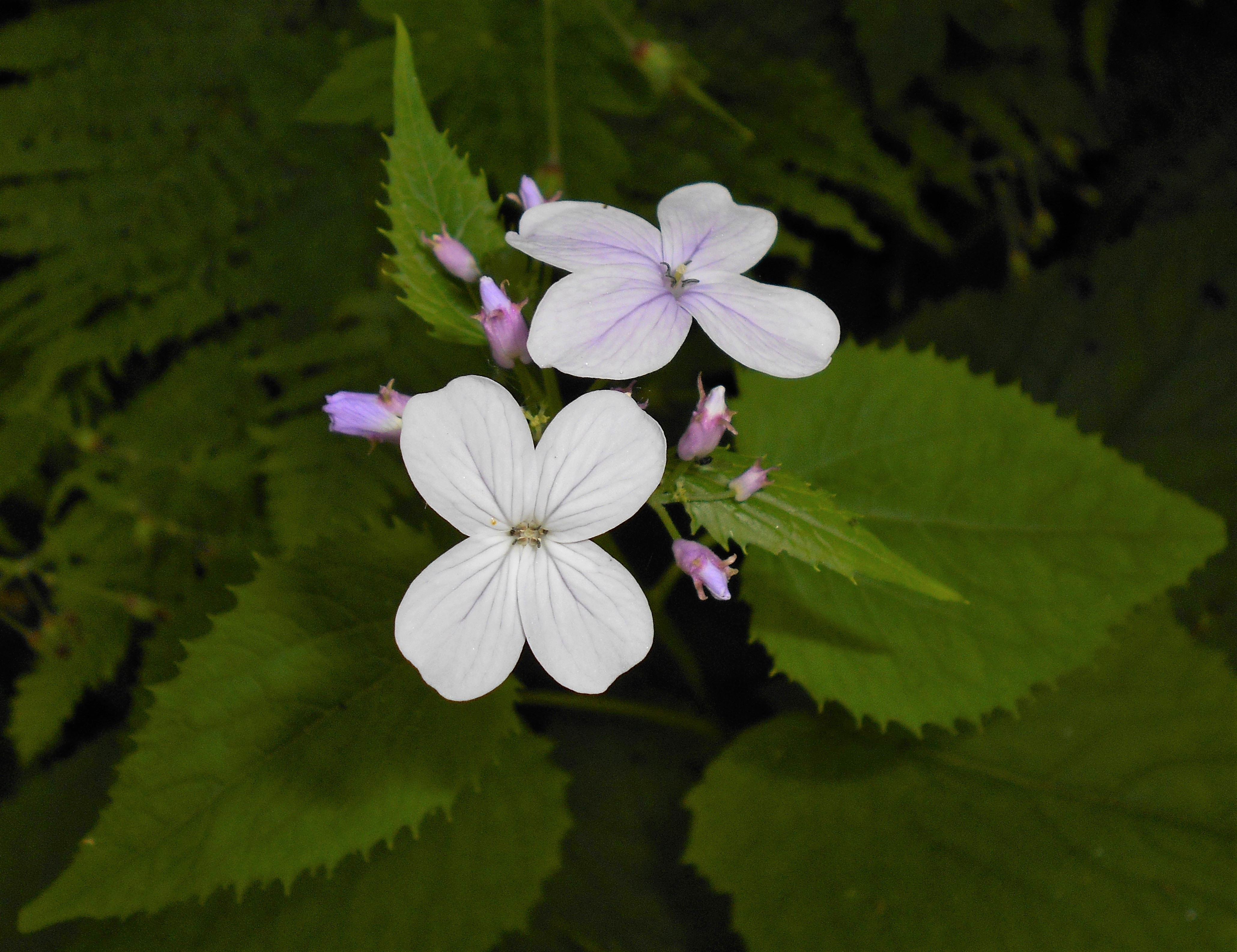
különböző
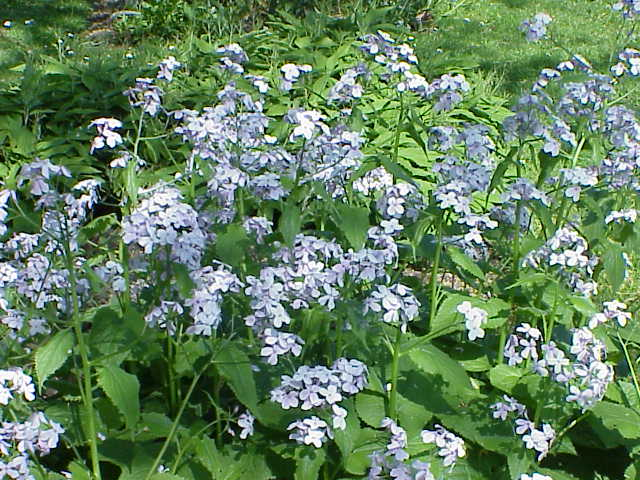
színekben
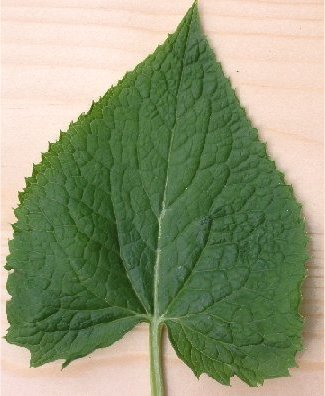
Levele
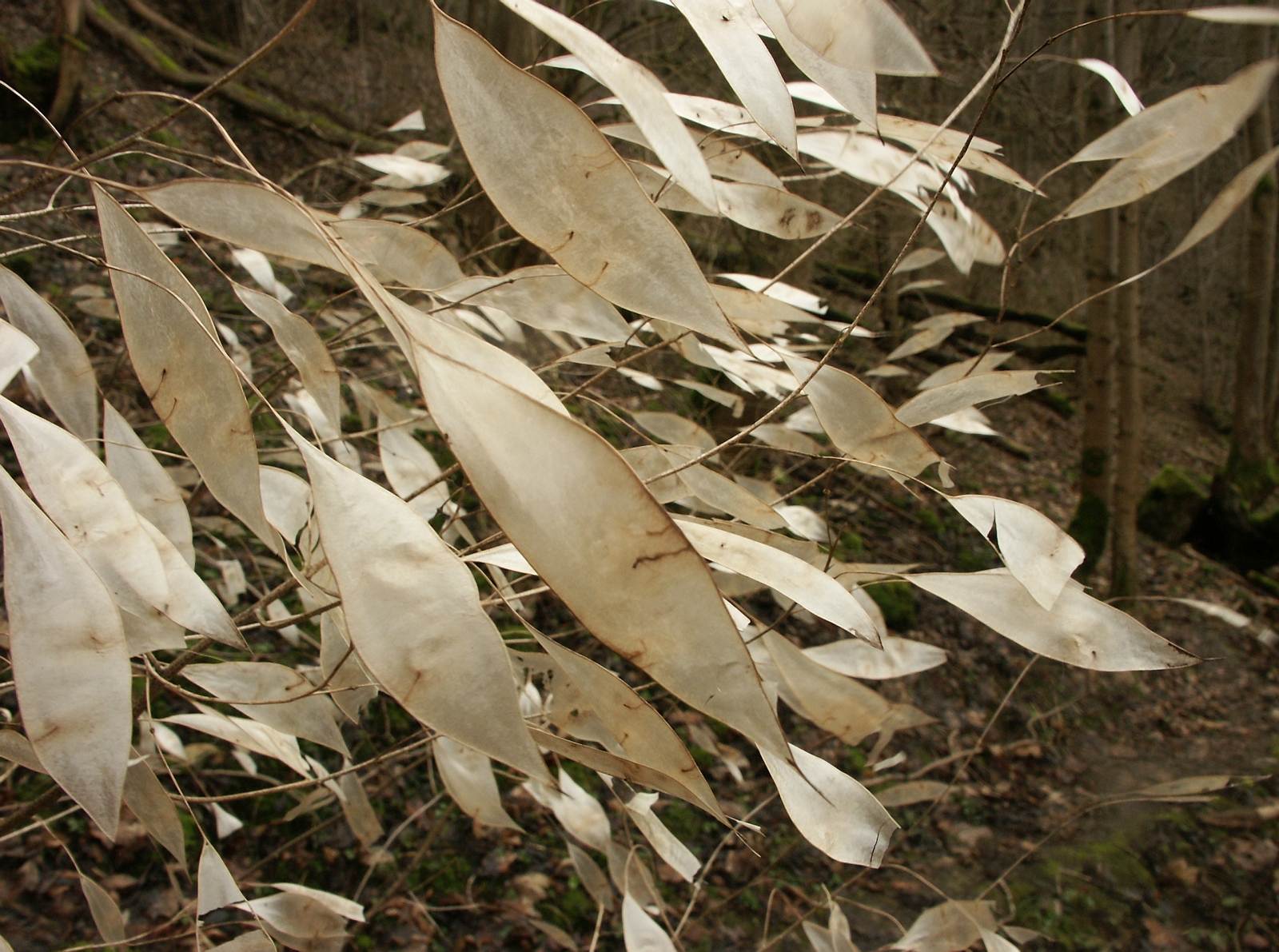
Termései
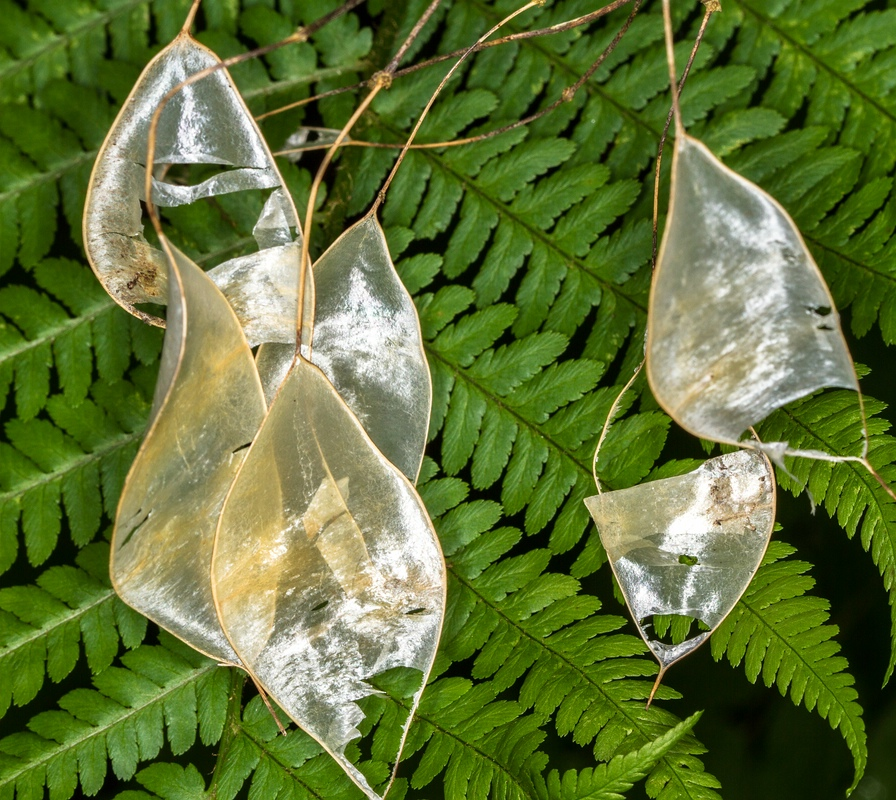
Termései, miután kihulltak a magok
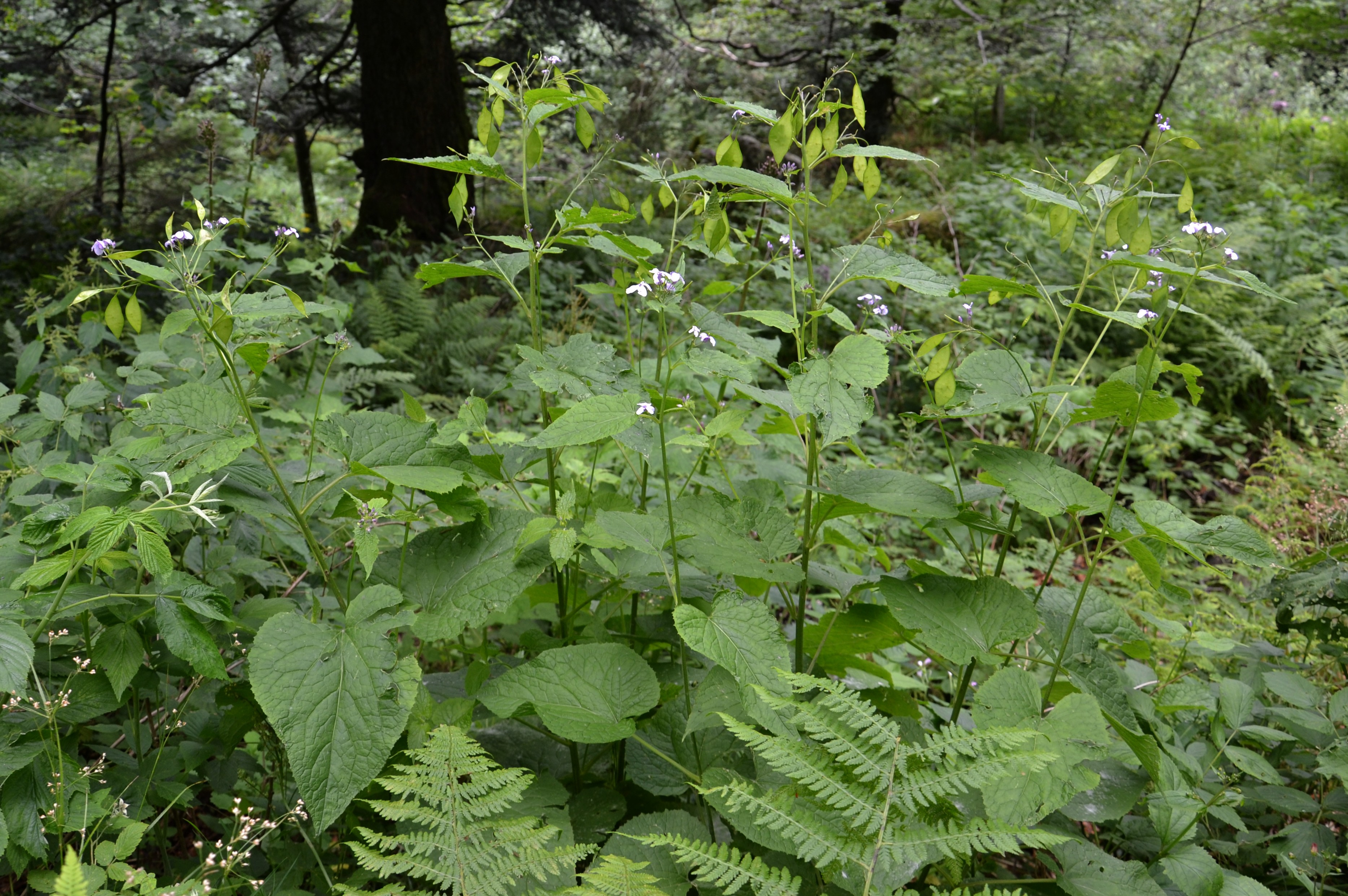
Természetes élőhelyén
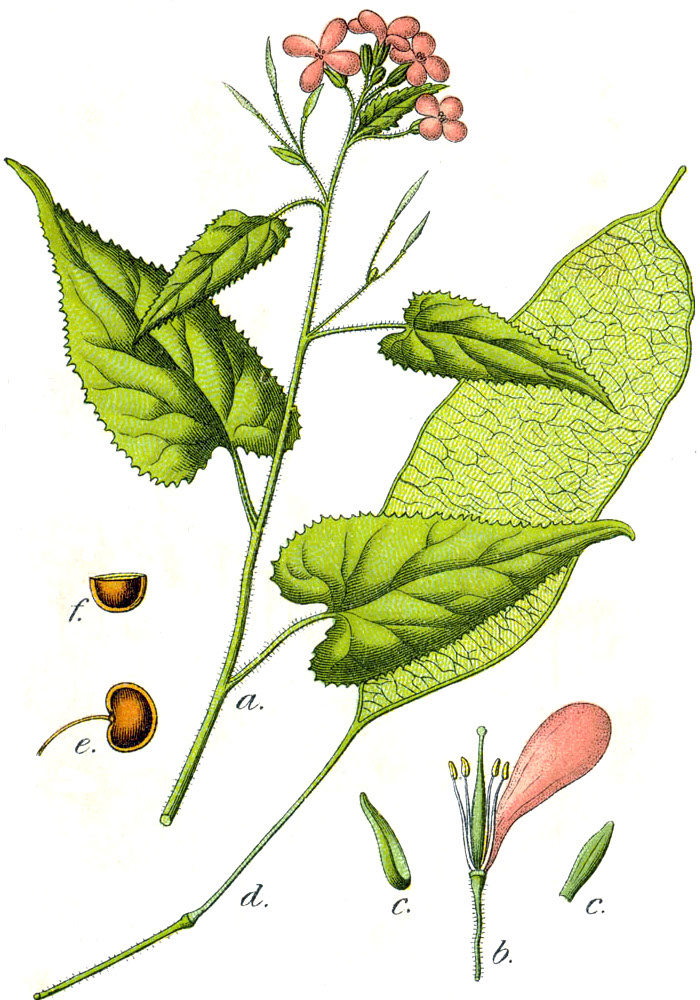
Rajz a növényről

## Hasonló fajok
- Kerti holdviola (Lunaria annua), ennek termése kerekded.